# Chesterton (Cambridge)
Chesterton – dzielnica miasta Cambridge, w Anglii, w Cambridgeshire, w dystrykcie Cambridge. W 2011 roku dzielnica liczyła 18 034 mieszkańców. Chesterton jest wspomniana w Domesday Book (1086) jako Cestretone.